# Friedrich Henning (Historiker)
Friedrich Artur Oskar Henning (* 26. Dezember 1917 in Weimar; † 31. August 2008) war ein deutscher Historiker und Leiter des Archivs der Friedrich-Naumann-Stiftung in Bonn.
Henning studierte Geschichte an der Universität Halle und wurde 1943 promoviert. Er wurde 1961 als Archivar im Parteiarchiv der Freien Demokratischen Partei (FDP) in Bonn eingestellt. Als dieses Archiv im Jahr 1968 der Friedrich-Naumann-Stiftung übergeben wurde, blieb er im Amt. 1982 ging er als Leiter des Archivs des Deutschen Liberalismus in den Ruhestand. Monika Faßbender wurde seine Nachfolgerin als Leiterin des Archivs. Ehrenamtlich arbeitete er zur Landesgeschichte Thüringens und zur Geschichte Eisenachs.
Henning war Mitglied des Verbandes Liberaler Akademiker und des Kuratoriums der Wolf-Erich-Kellner-Gedächtnisstiftung. Für seine Verdienste als Wissenschaftler wurde er 1985 mit dem Verdienstkreuz am Bande des Verdienstordens der Bundesrepublik Deutschland und 2006 mit dem Verdienstkreuz 1. Klasse für sein Ringen um die deutsche Wiedervereinigung und die innere Einheit Deutschlands ausgezeichnet.

## Veröffentlichungen
- Graf Wichmann von Thüringen. Der Gründer des Augustinerstifts Kaltenborn. phil. Diss., Halle 1943.
- Kleine Geschichte Thüringens. Nonne, Würzburg 1964.
- F.D.P. Die Liberalen. Porträt einer Partei. Olzog, München 1982, ISBN 3-7892-7134-9.
- Theodor Heuss: Lieber Dehler! Briefwechsel mit Thomas Dehler. Mit einem Geleitwort von Hildegard Hamm-Bücher. Olzog, München 1983, ISBN 3-7892-9888-3.
- Heuss. Sein Leben vom Naumann-Schüler zum Bundespräsidenten. Vorwort von Wolfgang Haussmann. Bleicher, Gerlingen 1984, ISBN 3-88350-008-9.
- Die Haussmanns. Die Rolle einer schwäbischen Familie in der deutschen Politik des 19. und 20. Jahrhunderts. Bleicher, Gerlingen 1988, ISBN 3-88350-520-X.